# Eleccions territorials de Nova Caledònia de 1979
Les eleccions territorials de Nova Caledònia de 1979 es van dur a terme l'1 de juliol de 1979 per a renovar l'Assemblea Territorial de Nova Caledònia. Es van veure polaritzades per la formació de tres llistes:
- Els independentistes (UC, Palika, UPM i Partit Socialista Caledonià) es presentaren sota la coalició Front Independentista (FI), formada el 1978 encapçalada per Jean-Marie Tjibaou, que proposava la independència canac socialista (IKS). Els del Front Unit d'Alliberament Canac (FULK) refusaren unir-se
- Els anti-independentistes formaren el Reagrupament per Caledònia en la República (RPCR), creat el 1977 i dirigit per Jacques Lafleur
- la Federació per una Nova Societat Caledoniana (FSNC), de caràcter autonomista, formada pel Partit Republicà Caledonià (PRC), Unió Democràtica, Moviment Wallisià i Futunià i Unió Nova Caledònia (UNC), dirigida per Jean Pierre Aïfa

## Resultats
Resum dels resultats electorals de 1979 a l'Assemblea Territorial de Nova Caledònia
|  | Reagrupament per Caledònia en la República (RPCR)  |  | 40,30 | 15 |  |  |  |
|  | Front Independentista (FI)                         |  | 34,5  | 14 |  |  |  |
|  | Federació per una Nova Societat Caledoniana (FSNC) |  | 18,0  | 7  |  |  |  |
|  | Total                                              |  | 100.0 | 36 |  |  |  |
|  |                                                    |  |       |    |  |  |  |

Aquests resultats van provocar una polarització entre les postures. Inicialment es formà un govern local RPCR-FSNC mentre es negociava a París un nou estatut per al territori. El juny de 1982 es va trencar la coalició a causa del desacord en la reforma fiscal i el FSNC va pactar amb el Front Independentista, amb qui va governar fins que es convocaren noves eleccions territorials el 1984. Quatre membres del FI formaren part del govern en set (Jean-Marie Tjibaou, Henri Bailly, André Gopea, Yvonne Hnada, Henri Wetta). Però l'assassinat de Pierre Declercq, secretari general de la Unió Caledoniana, el 19 de setembre de 1981 i el poc significatiu avanç de l'independentisme empentà als independentistes a considerar que era impossible assolir la sobirania a través del Consell de Govern i promogueren l'adopció d'una línia més dura en el seu discurs i la ruptura total amb les institucions existents.